# Nagano Wakasato Tamokuteki Sports Arena
Nagano Wakasato Tamokuteki Sports Arena (jap. 長野市若里多目的スポーツアリーナ Nagano-shi Wakasato Tamokuteki Supōtsu Arīna; popularnie: „Big Hat”) – wielofunkcyjna hala widowiskowo-sportowa w Nagano, w Japonii. 
Została otwarta w 1995 roku. Może pomieścić 10104 widzów. 
Hala była jedną z aren turnieju hokeja na lodzie podczas zimowych igrzysk olimpijskich w Nagano w 1998 roku. Rozegrano na niej zarówno spotkania turnieju mężczyzn, jak i kobiet, w tym finały obu rozgrywek.